# Шети (Месина)
Шети је насеље у Италији у округу Месина, региону Сицилија.
Према процени из 2011. у насељу је живело 481 становника. Насеље се налази на надморској висини од 784 м.